# American Outlaws
American Outlaws is een in 2001 verschenen western over Jesse James, onder regie van Les Mayfield. De film werd genomineerd voor zeven World Stunt Awards.

## Verhaal
Jesse James (gespeeld door Colin Farrell) en zijn vrienden komen terug van de afgelopen oorlog en willen zich vestigen in het stadje Liberty. Daar blijkt dat, voor de aanleg van een spoorweg, men voor weinig geld het grond van de boeren wil afkopen. Omdat ze niet toegeven, worden hun huizen in brand gestoken. Dat is het begin van een nieuwe oorlog, waarin de James-Younger bende er alles aan doet om de bouw van de spoorweg tegen te gaan. Binnen de kortste keren worden de revolverhelden beroemd door hun bankovervallen, waarbij ze alles en iedereen te snel af zijn.

## Rolverdeling
| Acteur           | Personage       |
| ---------------- | --------------- |
| Colin Farrell    | Jesse James     |
| Scott Caan       | Cole Younger    |
| Ali Larter       | Zee Mimms       |
| Gabriel Macht    | Frank James     |
| Gregory Smith    | Jim Younger     |
| Harris Yulin     | Thaddeus Rains  |
| Will McCormack   | Bob Younger     |
| Kathy Bates      | Ma James        |
| Timothy Dalton   | Allan Pinkerton |
| Ronny Cox        | Doc Mimms       |
| Terry O'Quinn    | Rollin Parker   |
| Nathaniel Arcand | Comanche Tom    |
| Ty O'Neal        | Clell Miller    |
| Joe Stevens      | Loni Packwood   |
| Muse Watson      | Burly Detective |